# Kaneko Yōbun
Kaneko Yōbun (japanisch 金子 洋文, bürgerlich: Kaneko Yoshitarō (金子 吉太郎); * 8. April 1893 in Akita, Präfektur Akita; † 21. März 1985) war ein japanischer Schriftsteller und Mitglied der Sozialistischen Partei Japans.

## Leben
Kaneko Yōbun gab 1921 die sozialistische Literatur-Zeitschrift Tane maku hito heraus. Bekannt wurde er durch den Roman Jigoku (地獄, „Hölle“), mit dem er sich für die Emanzipation engagiert und durch seine Dramensammlung Nakesuteru yubiwa. 1924 gibt er die erste Ausgabe der Zeitschrift Bungei sensen (文藝戦線), dem Nachfolger von Tanemakuhito heraus.
Nach dem Krieg arbeitete er 1947 als Mitglied der sozialistischen Partei im japanischen Oberhaus. Später schrieb er Theaterstücke als Auftragsarbeiten und war Mitglied des Kabuki-Fachausschusses der Filmgesellschaft Shōchiku. Zudem war er Mitherausgeber der Geki to hyōron (劇と評論).

## Werke
- 1922 Ikeru Mushanokōji Saneatsu (生ける武者小路実篤)
- 1923 Chō to hana to taiwa (蝶と花との対話)
- 1923 Jigoku (地獄)
- 1923 Nakesuteru yubiwa (投げ棄てられた指輪)
- 1925 Chokorēto heitai-san (チョコレート兵隊さん)
- 1927 Rihatsushi (理髪師)
- 1928 Jūka (銃火)
- 1929 Tobu uta (飛ぶ唄)
- 1930 Uogashi (魚河岸)
- 1930 Nihon puroretaria  (日本プロレタリア傑作選集)
- 1930 Buraku to kinkaikin (部落と金解禁)
- 1941 Kitsune (狐)
- 1941 Chichi to ko (父と子)
- 1942 Hataraku nikki (はたらく日記)
- 1943 Kiku akari (菊あかり)
- 1950 Shiroi mibōjin (白い未亡人)
- 1984 Tanemaku hitojite (種蒔く人伝)